# Schwarzbach (Blies)
Ne pas confondre avec les autres cours d'eau nommés Schwarzbach, dont deux de ses sous-affluents, le Schwarzbach (Horn) et le Schwartzenbach.
Pour les articles homonymes, voir Schwarzbach.
Le Schwarzbach est une rivière qui coule dans les Länder de Rhénanie-Palatinat et de Sarre en Allemagne. C'est un affluent de la Blies et donc un sous-affluent du Rhin.

## Hydronymie
Le ruisseau partage son hydronyme avec de nombreux autres cours d'eau de la région :
- Le Schwarzbach, l'un de ses sous-affluents par la Horn.
- Le Schwartzenbach ou Schwarzbach, un autre de ses sous-affluent par la Horn, avec laquelle il conflue 4,5 km plus en amont que le ruisseau précédent.
- Le Schwarzbach, rivière affluente du Falkensteinerbach.
- Le Schwarzbach, ruisseau affluent de la Sarre qui coule dans les communes de Wœlfling-lès-Sarreguemines, Wiesviller et Zetting.

## Géographie
La rivière naît près de Johanniskreuz, à une altitude d'environ 500 m, et se dirige vers l'ouest. Elle baigne les villes de Deux-Ponts et de Hombourg. À Deux-Ponts, elle reçoit en rive gauche les eaux de la Horn, venue du pays de Bitche en Moselle. Elle se jette dans la Blies près de Einöd (Homburg), à une altitude de 220 mètres.